# A Ferencvárosi TC 1975–1976-os szezonja
A Ferencvárosi TC 1975–1976-os szezonja szócikk a Ferencvárosi TC első számú férfi labdarúgócsapatának egy szezonjáról szól, mely összességében és sorozatban a 75. idénye volt a csapatnak a magyar első osztályban. A klub fennállásának ekkor volt a 77. évfordulója.

## Mérkőzések
| Színmagyarázat | Színmagyarázat |
| -------------- | -------------- |
|                | Győzelem.      |
|                | Döntetlen.     |
|                | Vereség.       |

### Közép-európai kupa
A csoport
| 1975. október 1. |

| Ferencváros                                           | 7 – 1               | Zbrojovka Brno                  |
| ----------------------------------------------------- | ------------------- | ------------------------------- |
| Szabó II. 18' 25' 77' Nyilasi 38' 43' 88' Pusztai 48' | (4 – 1) Jegyzőkönyv | Kotásek 24' Lauko 6' Kroupa 68' |

| Üllői út, Budapest |

| 1975. november 5. |

| SSW Innsbruck | 1 – 0       | Ferencváros |
| ------------- | ----------- | ----------- |
|               | Jegyzőkönyv |             |

| Tivoli Neu, Innsbruck Nézőszám: 7 000 |

| 1976. március 17. |

| Ferencváros | 0 – 2               | SSW Innsbruck |
| ----------- | ------------------- | ------------- |
|             | (0 – 0) Jegyzőkönyv | Welzl 47' 89' |

| Üllői út, Budapest Nézőszám: 20 000 |

| 1976. április 6. |

| Zbrojovka Brno | 3 – 2       | Ferencváros |
| -------------- | ----------- | ----------- |
|                | Jegyzőkönyv | Engelbrecht |

| Za Luzankami Stadion, Brno |

### NB 1 1975–76

#### Őszi fordulók
| 1. forduló 1975. augusztus 31. |

| Csepel SC              | 2 – 3               | Ferencváros                        |
| ---------------------- | ------------------- | ---------------------------------- |
| Karalyos 29' Godán 44' | (2 – 1) Jegyzőkönyv | Nyilasi 8' Bálint 57' Juhász 90+1' |

| Béke téri stadion, Budapest Nézőszám: 20 000 Játékvezető: Bana Antal (magyar) |

| 2. forduló 1975. szeptember 3. |

| Ferencváros                                                 | 4 – 0               | Salgótarjáni BTC |
| ----------------------------------------------------------- | ------------------- | ---------------- |
| Szabó II. 9' Kelemen 22' Kovács II. 32' (öngól) Nyilasi 38' | (4 – 0) Jegyzőkönyv |                  |

| Üllői út, Budapest Nézőszám: 22 000 Játékvezető: Győri László (magyar) |

| 3. forduló 1975. szeptember 6. |

| Újpesti Dózsa | 1 – 4               | Ferencváros                                    |
| ------------- | ------------------- | ---------------------------------------------- |
| Tóth A. 20'   | (1 – 1) Jegyzőkönyv | Szabó II. 31' Mucha 64' Bálint 72' Nyilasi 85' |

| Népstadion, Budapest Nézőszám: 75 000 Játékvezető: Palotai Károly (magyar) |

| 4. forduló 1975. szeptember 10. |

| Ferencváros                                 | 4 – 2               | Kaposvári Rákóczi       |
| ------------------------------------------- | ------------------- | ----------------------- |
| Mucha 28' Magyar 35' Nyilasi 68' Ebedli 71' | (2 – 0) Jegyzőkönyv | Varga III 67' Turai 78' |

| Üllői út, Budapest Nézőszám: 28 000 Játékvezető: Müncz György (magyar) |

| 5. forduló 1975. szeptember 13. |

| Békéscsabai Előre Spartacus | 1 – 0               | Ferencváros |
| --------------------------- | ------------------- | ----------- |
| Kerekes 83'                 | (0 – 0) Jegyzőkönyv |             |

| Kórház utcai stadion, Békéscsaba Nézőszám: 18 000 Játékvezető: Nagy Béla (magyar) |

| 6. forduló 1975. szeptember 20. |

| Ferencváros                              | 4 – 3               | Budapesti Honvéd            |
| ---------------------------------------- | ------------------- | --------------------------- |
| Magyar 13' Pusztai 17' 89' Szabó II. 71' | (2 – 1) Jegyzőkönyv | Kocsis L. 40' Szűcs 52' 87' |

| Népstadion, Budapest Nézőszám: 75 000 Játékvezető: Petri Sándor (magyar) |

| 7. forduló 1975. szeptember 27. |

| SZEOL | 0 – 1               | Ferencváros |
| ----- | ------------------- | ----------- |
|       | (0 – 0) Jegyzőkönyv | Nyilasi 62' |

| Szeged Nézőszám: 22 000 Játékvezető: Marton László (magyar) |

| 8. forduló 1975. október 4. |

| Ferencváros | 1 – 0               | Zalaegerszegi TE |
| ----------- | ------------------- | ---------------- |
| Pusztai 67' | (0 – 0) Jegyzőkönyv |                  |

| Üllői út, Budapest Nézőszám: 24 000 Játékvezető: Győri László (magyar) |

| 9. forduló 1975. október 11. |

| Vasas      | 1 – 2               | Ferencváros          |
| ---------- | ------------------- | -------------------- |
| Váradi 34' | (1 – 0) Jegyzőkönyv | Bálint 66' Mucha 69' |

| Népstadion, Budapest Nézőszám: 45 000 Játékvezető: Hámori László (magyar) |

| 10. forduló 1975. október 25. |

| Tatabányai Bányász | 0 – 3               | Ferencváros                 |
| ------------------ | ------------------- | --------------------------- |
|                    | (0 – 1) Jegyzőkönyv | Mucha 20' Szabó II. 50' 58' |

| Városi Stadion, Tatabánya Nézőszám: 15 000 Játékvezető: Kőrös László (magyar) |

| 11. forduló 1975. november 1. |

| Ferencváros | 1 – 0               | Haladás VSE |
| ----------- | ------------------- | ----------- |
| Bálint 86'  | (0 – 0) Jegyzőkönyv |             |

| Üllői út, Budapest Nézőszám: 20 000 Játékvezető: Pádár László (magyar) |

| 12. forduló 1975. november 8. |

| MTK–VM    | 1 – 3               | Ferencváros                          |
| --------- | ------------------- | ------------------------------------ |
| Takács 7' | (1 – 3) Jegyzőkönyv | Magyar 13' Nyilasi 16' Szabó II. 22' |

| Hungária körút, Budapest Nézőszám: 15 000 Játékvezető: Müncz György (magyar) |

| 13. forduló 1975. november 15. |

| Diósgyőr | 0 – 0               | Ferencváros |
| -------- | ------------------- | ----------- |
|          | (0 – 0) Jegyzőkönyv | Martos 50′  |

| DVTK-stadion, Miskolc Nézőszám: 25 000 Játékvezető: Nagy Béla (magyar) |

| 14. forduló 1975. november 22. |

| Ferencváros                   | 2 – 2               | Rába ETO                 |
| ----------------------------- | ------------------- | ------------------------ |
| Palla 13' (öngól) Nyilasi 74' | (1 – 0) Jegyzőkönyv | Glázer 53' 84' Varga 85′ |

| Üllői út, Budapest Nézőszám: 15 000 Játékvezető: Halász Mihály (magyar) |

| 15. forduló 1975. november 29. |

| Videoton | 0 – 0               | Ferencváros |
| -------- | ------------------- | ----------- |
|          | (0 – 0) Jegyzőkönyv |             |

| Sóstói Stadion, Székesfehérvár Nézőszám: 22 000 Játékvezető: Somlai Lajos (magyar) |

#### Tavaszi fordulók
| 16. forduló 1976. március 6. |

| Ferencváros                              | 4 – 1               | Tatabányai Bányász |
| ---------------------------------------- | ------------------- | ------------------ |
| Bálint 47' 61' Pusztai 58' Szabó II. 85' | (0 – 0) Jegyzőkönyv | Radics 63'         |

| Üllői út, Budapest Nézőszám: 25 000 Játékvezető: Hámori László (magyar) |

| 17. forduló 1976. március 13. |

| Ferencváros | 1 – 0               | SZEOL |
| ----------- | ------------------- | ----- |
| Pusztai 1'  | (1 – 0) Jegyzőkönyv |       |

| Üllői út, Budapest Nézőszám: 15 000 Játékvezető: Szávó János (magyar) |

| 18. forduló 1976. március 20. |

| Kaposvári Rákóczi | 1 – 1               | Ferencváros |
| ----------------- | ------------------- | ----------- |
| Kováts 23'        | (1 – 0) Jegyzőkönyv | Mucha 63'   |

| Rákóczi Stadion, Kaposvár Nézőszám: 20 000 Játékvezető: Marton László (magyar) |

| 19. forduló 1976. március 31. |

| Ferencváros                       | 2 – 0               | Békéscsabai Előre Spartacus |
| --------------------------------- | ------------------- | --------------------------- |
| Megyesi 59' (11-esből) Magyar 63' | (0 – 0) Jegyzőkönyv |                             |

| Üllői út, Budapest Nézőszám: 25 000 Játékvezető: Kőrös László (magyar) |

| 20. forduló 1976. április 3. |

| Salgótarjáni BTC              | 2 – 2               | Ferencváros            |
| ----------------------------- | ------------------- | ---------------------- |
| Jeck 60' Básti 75' (11-esből) | (0 – 2) Jegyzőkönyv | Magyar 15' Nyilasi 23' |

| Salgótarján Nézőszám: 15 000 Játékvezető: Müncz György (magyar) |

| 21. forduló 1976. április 10. |

| Ferencváros | 1 – 0               | Diósgyőr |
| ----------- | ------------------- | -------- |
| Magyar 27'  | (1 – 0) Jegyzőkönyv |          |

| Üllői út, Budapest Nézőszám: 22 000 Játékvezető: Palotai Károly (magyar) |

| 22. forduló 1976. április 21. |

| Rába ETO                        | 4 – 2               | Ferencváros                      |
| ------------------------------- | ------------------- | -------------------------------- |
| Mile 5' 85′ Horváth 13' 63' 68' | (2 – 1) Jegyzőkönyv | Bálint 18' Pusztai 47' Mucha 83′ |

| Győr Nézőszám: 12 000 Játékvezető: Bana Antal (magyar) |

| 23. forduló 1976. április 24. |

| Ferencváros           | 2 – 3               | Vasas                             |
| --------------------- | ------------------- | --------------------------------- |
| Magyar 8' Nyilasi 38' | (2 – 3) Jegyzőkönyv | Zombori 7' Kovács 34' Komjáti 36' |

| Népstadion, Budapest Nézőszám: 50 000 Játékvezető: Palotai Károly (magyar) |

| 24. forduló 1976. május 8. |

| Ferencváros                          | 3 – 1               | MTK–VM      |
| ------------------------------------ | ------------------- | ----------- |
| Bálint 36' Nyilasi 45' Szabó II. 65' | (2 – 0) Jegyzőkönyv | Tulipán 58' |

| Üllői út, Budapest Nézőszám: 28 000 Játékvezető: Müncz György (magyar) |

| 25. forduló 1976. május 15. |

| Ferencváros                   | 3 – 8               | Újpesti Dózsa                                                     |
| ----------------------------- | ------------------- | ----------------------------------------------------------------- |
| Szabó II. 11' 16' Nyilasi 30' | (3 – 4) Jegyzőkönyv | Fazekas 5' 14' 24' (11-esből) 64' 88' Fekete 34' 50' Törőcsik 83' |

| Népstadion, Budapest Nézőszám: 50 000 Játékvezető: Petri Sándor (magyar) |

| 26. forduló 1976. május 29. |

| Haladás VSE | 1 – 3               | Ferencváros                               |
| ----------- | ------------------- | ----------------------------------------- |
| Király 50'  | (0 – 0) Jegyzőkönyv | Kelemen 66' Kereki 69' (öngól) Ebedli 87' |

| Rohonci úti stadion, Szombathely Nézőszám: 15 000 Játékvezető: Lauber Gyula (magyar) |

| 27. forduló 1976. június 2. |

| Budapesti Honvéd | 1 – 3               | Ferencváros           |
| ---------------- | ------------------- | --------------------- |
| Szűcs 21'        | (1 – 1) Jegyzőkönyv | Szabó II. 19' 56' 86' |

| Népstadion, Budapest Nézőszám: 55 000 Játékvezető: Palotai Károly (magyar) |

| 28. forduló 1976. június 5. |

| Ferencváros            | 2 – 1               | Csepel SC   |
| ---------------------- | ------------------- | ----------- |
| Pusztai 32' Magyar 56' | (1 – 0) Jegyzőkönyv | Csordás 77' |

| Üllői út, Budapest Nézőszám: 17 000 Játékvezető: Mohácsi Lajos (magyar) |

| 29. forduló 1976. június 9. |

| Ferencváros | 1 – 1               | Videoton               |
| ----------- | ------------------- | ---------------------- |
| Pusztai 79' | (0 – 1) Jegyzőkönyv | Szalmásy 29' Májer 65′ |

| Üllői út, Budapest Nézőszám: 30 000 Játékvezető: Müncz György (magyar) |

| 30. forduló 1976. június 16. |

| Zalaegerszegi TE | 1 – 3               | Ferencváros                          |
| ---------------- | ------------------- | ------------------------------------ |
| Szimacsek 86'    | (0 – 0) Jegyzőkönyv | Ebedli 65' Nyilasi 68' Szabó II. 70' |

| ZTE Stadion, Zalaegerszeg Nézőszám: 22 000 Játékvezető: Somlai Lajos (magyar) |

#### A bajnokság végeredménye
| #  | Csapat                      | J  | Gy | D  | V  | Rg | Kg | Gk  | P  | Megjegyzés                      |
| -- | --------------------------- | -- | -- | -- | -- | -- | -- | --- | -- | ------------------------------- |
| 1  | Ferencváros                 | 30 | 20 | 6  | 4  | 65 | 38 | +27 | 46 | Bajnok, 1976–1977-es BEK        |
| 2  | Videoton                    | 30 | 18 | 8  | 4  | 61 | 26 | +35 | 44 | 1976–1977-es UEFA-kupa          |
| 3  | Újpesti Dózsa               | 30 | 18 | 6  | 6  | 79 | 51 | +28 | 42 | 1976–1977-es UEFA-kupa          |
| 4  | Budapesti Honvéd SE         | 30 | 14 | 8  | 8  | 47 | 32 | +15 | 36 | 1976–1977-es UEFA-kupa          |
| 5  | Vasas SC                    | 30 | 15 | 4  | 11 | 65 | 41 | +24 | 34 | 1976–1977-es közép-európai kupa |
| 6  | MTK-VM                      | 30 | 13 | 3  | 14 | 53 | 41 | +12 | 29 | 1976–1977-es KEK                |
| 7  | Szombathelyi Haladás        | 30 | 11 | 7  | 11 | 36 | 43 | -7  | 29 |                                 |
| 8  | Salgótarjáni BTC            | 30 | 8  | 12 | 10 | 40 | 45 | -5  | 28 |                                 |
| 9  | Tatabányai Bányász          | 30 | 11 | 6  | 13 | 41 | 50 | -9  | 28 |                                 |
| 10 | Zalaegerszegi TE            | 30 | 9  | 9  | 12 | 47 | 49 | -2  | 27 |                                 |
| 11 | Rába ETO                    | 30 | 7  | 11 | 12 | 36 | 49 | -13 | 25 |                                 |
| 12 | Csepel SC                   | 30 | 8  | 9  | 13 | 35 | 48 | -13 | 25 |                                 |
| 13 | Kaposvári Rákóczi           | 30 | 6  | 12 | 12 | 41 | 52 | -11 | 24 |                                 |
| 14 | Diósgyőri VTK               | 30 | 6  | 12 | 12 | 26 | 44 | -18 | 24 |                                 |
| 15 | Békéscsabai Előre Spartacus | 30 | 8  | 8  | 14 | 25 | 45 | -20 | 24 |                                 |
| 16 | SZEOL                       | 30 | 5  | 5  | 20 | 27 | 70 | -43 | 15 |                                 |

#### Eredmények összesítése
Az alábbi táblázatban összesítve szerepelnek a Ferencvárosi TC 1975/76-os bajnokságban elért eredményei.
| Ősz/tavasz (forduló)    | Otthon | Otthon | Otthon | Otthon | Otthon | Otthon | Otthon | Idegenben | Idegenben | Idegenben | Idegenben | Idegenben | Idegenben | Idegenben |
| Ősz/tavasz (forduló)    | M      | GY     | D      | V      | LG–KG  | GK     | P      | M         | GY        | D         | V         | LG–KG     | GK        | P         |
| ----------------------- | ------ | ------ | ------ | ------ | ------ | ------ | ------ | --------- | --------- | --------- | --------- | --------- | --------- | --------- |
| Őszi szezon (1–15.)     | 6      | 5      | 1      | 0      | 16–7   | +9     | 11     | 9         | 6         | 2         | 1         | 16–6      | +10       | 14        |
| Tavaszi szezon (16–30.) | 9      | 6      | 1      | 2      | 19–15  | +4     | 13     | 6         | 3         | 2         | 1         | 14–10     | +4        | 8         |
| Összesen (1–30.)        | 15     | 11     | 2      | 2      | 35–22  | +13    | 24     | 15        | 9         | 4         | 2         | 30–16     | +14       | 22        |

### Magyar kupa
| 1976. február 22. |

| Volán | 1 – 1       | Ferencváros |
| ----- | ----------- | ----------- |
|       | Jegyzőkönyv | Szabó II.   |

| Budapest |

| 1976. február 25. |

| Ferencváros                                                 | 7 – 0       | Volán |
| ----------------------------------------------------------- | ----------- | ----- |
| Szabó II. Branikovits Megyesi Bálint Pusztai Nyilasi Magyar | Jegyzőkönyv |       |

| Népliget, Budapest |

| 1976. március 3. |

| Székesfehérvári MÁV Előre | 2 – 3       | Ferencváros              |
| ------------------------- | ----------- | ------------------------ |
|                           | Jegyzőkönyv | Szabó II. Nyilasi Ebedli |

| Székesfehérvár |

| 1976. március 14. |

| Ferencváros        | 3 – 0       | Székesfehérvári MÁV Előre |
| ------------------ | ----------- | ------------------------- |
| Juhász Kelemen Vad | Jegyzőkönyv |                           |

| Népliget, Budapest |

Negyeddöntő
| 1976. április 6. |

| Ferencváros | 0 – 1       | Diósgyőr |
| ----------- | ----------- | -------- |
|             | Jegyzőkönyv |          |

| Üllői út, Budapest |

| 1976. április 13. |

| Diósgyőr | 1 – 2       | Ferencváros       |
| -------- | ----------- | ----------------- |
|          | Jegyzőkönyv | Pusztai Szabó II. |

| DVTK-stadion, Miskolc |

- Idegenben lőtt több góllal a Ferencváros jutott tovább.

Elődöntő
| 1976. április 26. |

| Kaposvári Rákóczi | 0 – 2       | Ferencváros |
| ----------------- | ----------- | ----------- |
|                   | Jegyzőkönyv | Nyilasi     |

| Rákóczi Stadion, Kaposvár |

| 1976. április 27. |

| Ferencváros                      | 5 – 2       | Kaposvári Rákóczi |
| -------------------------------- | ----------- | ----------------- |
| Nyilasi Bálint Szabó II. Pusztai | Jegyzőkönyv |                   |

| Üllői út, Budapest |

Döntő
| 1976. május 1. |

| Ferencváros   | 1 – 0   | MTK–VM |
| ------------- | ------- | ------ |
| Szabó II. 20' | (1 – 0) |        |

| Népstadion, Budapest Nézőszám: 15 000 Játékvezető: Hámori László (MLSZ) |

### Felszabadulás kupa
| 1975. szeptember 17. |

| Vasas Láng | 1 – 12      | Ferencváros                             |
| ---------- | ----------- | --------------------------------------- |
|            | Jegyzőkönyv | Nyilasi Szabó II. Ebedli Bálint Pusztai |

| Budapest |

| 1975. október 29. |

| Budapesti Spartacus | 1 – 2       | Ferencváros      |
| ------------------- | ----------- | ---------------- |
|                     | Jegyzőkönyv | Szabó II. Juhász |

| Budapest |

| 1975. november 12. |

| Szolnoki MÁV | 1 – 5       | Ferencváros                      |
| ------------ | ----------- | -------------------------------- |
|              | Jegyzőkönyv | Juhász Pusztai Szabó II. Nyilasi |

| Tiszaligeti stadion, Szolnok |

| 1975. november 26. |

| EMGSK | 1 – 4       | Ferencváros                        |
| ----- | ----------- | ---------------------------------- |
|       | Jegyzőkönyv | Bálint Kelemen Pusztai Engelbrecht |

| Budapest |

| 1976. április 29. |

| Ferencváros                         | 5 – 1       | Budapesti Honvéd II. |
| ----------------------------------- | ----------- | -------------------- |
| Vad Branikovits Engelbrecht Mészöly | Jegyzőkönyv |                      |

| Üllői út (edzőpálya), Budapest |

| 1976. május 5. |

| Váci Híradás | 1 – 5       | Ferencváros               |
| ------------ | ----------- | ------------------------- |
|              | Jegyzőkönyv | Szabó II. Pusztai Nyilasi |

| Vác |

| 1976. május 12. |

| ÉGSZÖV MEDOSZ | 3 – 3       | Ferencváros     |
| ------------- | ----------- | --------------- |
|               | Jegyzőkönyv | Juhász Vad Nagy |

| Kiskunlacháza |

- Tizenegyesekkel (3 – 1) az ÉGSZÖV MEDOSZ nyert.

| 1976. június 11. |

| Dorogi Bányász | 3 – 0       | Ferencváros |
| -------------- | ----------- | ----------- |
|                | Jegyzőkönyv |             |

| Bányász stadion, Dorog |

### Egyéb mérkőzések
| 1975. július 26. |

| Rába ETO | 1 – 1       | Ferencváros |
| -------- | ----------- | ----------- |
|          | Jegyzőkönyv | Pusztai     |

| Komárom |

- Tizenegyesekkel (3 – 5) a Ferencváros nyert.

| 1975. július 30. |

| Újpest | 3 – 2       | Ferencváros   |
| ------ | ----------- | ------------- |
|        | Jegyzőkönyv | Kelemen Mucha |

| Népstadion, Budapest |

| 1975. augusztus 2. |

| Videoton | 5 – 1       | Ferencváros |
| -------- | ----------- | ----------- |
|          | Jegyzőkönyv | Kelemen     |

| Dunaújváros |

| 1975. augusztus 15. |

| Málaga CF | 2 – 1       | Ferencváros |
| --------- | ----------- | ----------- |
|           | Jegyzőkönyv | Kelemen     |

| Málaga |

| 1975. augusztus 17. |

| Real Betis | 1 – 3       | Ferencváros             |
| ---------- | ----------- | ----------------------- |
|            | Jegyzőkönyv | Bálint Takács Szabó II. |

| Málaga |

| 1975. augusztus 20. |

| Ferencváros | 1 – 1       | CSZKA Moszkva |
| ----------- | ----------- | ------------- |
| Szabó II.   | Jegyzőkönyv |               |

| Béke téri stadion, Budapest |

| 1975. augusztus 21. |

| Ferencváros       | 5 – 1       | Estudiantes |
| ----------------- | ----------- | ----------- |
| Szabó II. Nyilasi | Jegyzőkönyv |             |

| Népstadion, Budapest |

| 1975. augusztus 27. |

| Real Betis | 1 – 0       | Ferencváros |
| ---------- | ----------- | ----------- |
|            | Jegyzőkönyv |             |

| Sevilla |

| 1975. augusztus 28. |

| Dinamo Kijev | 1 – 2       | Ferencváros   |
| ------------ | ----------- | ------------- |
|              | Jegyzőkönyv | Juhász Magyar |

| Sevilla |

| 1975. december 3. |

| Ferencváros       | 5 – 2       | Haladás VSE |
| ----------------- | ----------- | ----------- |
| Szabó II. Kelemen | Jegyzőkönyv |             |

| Üllői út (edzőpálya), Budapest |

| 1975. december 6. |

| MTK–VM | 1 – 1       | Ferencváros |
| ------ | ----------- | ----------- |
|        | Jegyzőkönyv | Bálint      |

| Budapest |

- Tizenegyesekkel (3 – 5) a Ferencváros nyert.

| 1975. december 10. |

| Ferencváros           | 5 – 1       | Csepel SC |
| --------------------- | ----------- | --------- |
| Branikovits Vad Mucha | Jegyzőkönyv |           |

| Népliget, Budapest |

| 1975. december 13. |

| Videoton | 1 – 7       | Ferencváros                                      |
| -------- | ----------- | ------------------------------------------------ |
|          | Jegyzőkönyv | Vad Kelemen Nyilasi Bálint Szabó II. Branikovits |

| Budapest |

| 1975. december 14. |

| Újpest | 1 – 4               | Ferencváros       |
| ------ | ------------------- | ----------------- |
|        | (1 – 1) Jegyzőkönyv | Szabó II. Nyilasi |

| Sport utcai stadion, Budapest |

| 1976. január 31. |

| OFK Titograd | 3 – 0       | Ferencváros |
| ------------ | ----------- | ----------- |
|              | Jegyzőkönyv |             |

| Titograd |

| 1976. február 1. |

| Željezničar Sarajevo | 2 – 1       | Ferencváros |
| -------------------- | ----------- | ----------- |
|                      | Jegyzőkönyv | Branikovits |

| Titograd |

| 1976. február 8. |

| Olimpia Satu Mare | 2 – 0       | Ferencváros |
| ----------------- | ----------- | ----------- |
|                   | Jegyzőkönyv |             |

| Szatmárnémeti |

| 1976. február 11. |

| FC Bihor Oradea | 1 – 2       | Ferencváros |
| --------------- | ----------- | ----------- |
|                 | Jegyzőkönyv | Magyar      |

| Nagyvárad |

| 1976. február 15. |

| Vojvodina | 0 – 0       | Ferencváros |
| --------- | ----------- | ----------- |
|           | Jegyzőkönyv |             |

| Újvidék |

## Külső hivatkozások
- A csapat hivatalos honlapja (magyarul)
- Az 1975–76-os szezon menetrendje a tempofradi.hu-n (magyarul)